# Дворічанська сільська рада
Дворіча́нська сільська́ ра́да — адміністративно-територіальна одиниця та орган місцевого самоврядування в Теребовлянському районі Тернопільської області. Адміністративний центр — село Дворіччя.

## Загальні відомості
- Дворічанська сільська рада утворена в 1939 році.
- Територія ради: 2,058 км²
- Населення ради: 560 осіб (станом на 2001 рік)
- Територією ради протікають річки Кнур, Свинуха.

## Населені пункти
Сільській раді були підпорядковані населені пункти:
- с. Дворіччя

## Історія
Раніше до сільради входило також село Веселівка, виключене з облікових даних у зв'язку з переселенням жителів на хутір Коло Тхорика — приєднаний до села Йосипівка (Тернопільського району).

## Склад ради
Рада складалася з 14 депутатів та голови.
- Голова ради: Шалапай Ганна Чеславівна
- Секретар ради: Виноград Любов Богданівна

### Керівний склад попередніх скликань
| Прізвище, ім'я, по батькові | Основні відомості                                                 | Дата обрання | Дата звільнення |
| --------------------------- | ----------------------------------------------------------------- | ------------ | --------------- |
| Рапіта Іван Микоалйович     | Сільський голова, 1954 року народження                            | 26.03.2006   | 31.10.2010      |
| Шалапай Ганна Чеславівна    | Сільський голова, 1968 року народження, освіта середня спеціальна | 31.10.2010   |                 |

Примітка: таблиця складена за даними сайту Верховної Ради України

### Депутати
За результатами місцевих виборів 2010 року депутатами ради стали:

#### За суб'єктами висування
| Суб'єкт висування | Кількість обраних депутатів | %   |
| ----------------- | --------------------------- | --- |
| Самовисування     | 14                          | 100 |

#### За округами
| № округу | Прізвище, ім'я, по батькові    | Дата визнання обраним | Освіта             | Партійна приналежність                | Відомості про обраного депутата                      |
| -------- | ------------------------------ | --------------------- | ------------------ | ------------------------------------- | ---------------------------------------------------- |
| 1        | Франків Марія Романівна        | 01.11.2010            | середня спеціальна | позапартійна                          | ПОП «Тернопільське», повар                           |
| 2        | Ясінська Ганна Михайлівна      | 01.11.2010            | середня            | позапартійна                          | тимчасово не працює                                  |
| 3        | Місінович Дмитро Володимирович | 01.11.2010            | незакінчена вища   | позапартійний                         | студент                                              |
| 4        | Бакалець Михайдло Богданович   | 01.11.2010            | середня            | позапартійний                         | ПОП «Тернопільське», водій                           |
| 5        | Найчак Ігор Миколайович        | 01.11.2010            | вища               | позапартійний                         | ПОП «Тернопільське», інженер                         |
| 6        | Лихолад Олександра Юріївна     | 01.11.2010            | середня спеціальна | позапартійна                          | тимчасово не працює                                  |
| 7        | Бакалець Іван Антонович        | 01.11.2010            | середня спеціальна | позапартійний                         | тимчасово не працює                                  |
| 8        | Виноград Любов Богданівна      | 01.11.2010            | середня спеціальна | член Політичної партії «Наша Україна» | Дворічанська сільська рада, секретар                 |
| 9        | Ясінський Іван Орестович       | 01.11.2010            | середня            | позапартійний                         | ПОП «Тернопільське», водій                           |
| 10       | Куманяк Іван Володимирович     | 01.11.2010            | середня            | позапартійний                         | Ладичинська загальноосвітня школа І-ІІ ст., вчитель  |
| 11       | Цимбалістий Петро Омелянович   | 01.11.2010            | середня            | позапартійний                         | ПОП «Тернопільське», зав.фермою                      |
| 12       | Маковська Наталія Євгенівна    | 01.11.2010            | вища               | позапартійна                          | Дворічанська загальноосвітня школа І-ІІ ст., вчитель |
| 13       | Кокошко Людмила Олексіївна     | 01.11.2010            | середня            | позапартійна                          | тимчасово не працює                                  |
| 14       | Славська Галина Омелянівна     | 01.11.2010            | середня            | позапартійна                          | ПОП «Тернопільське», різноробоча                     |